# Cozy Bear

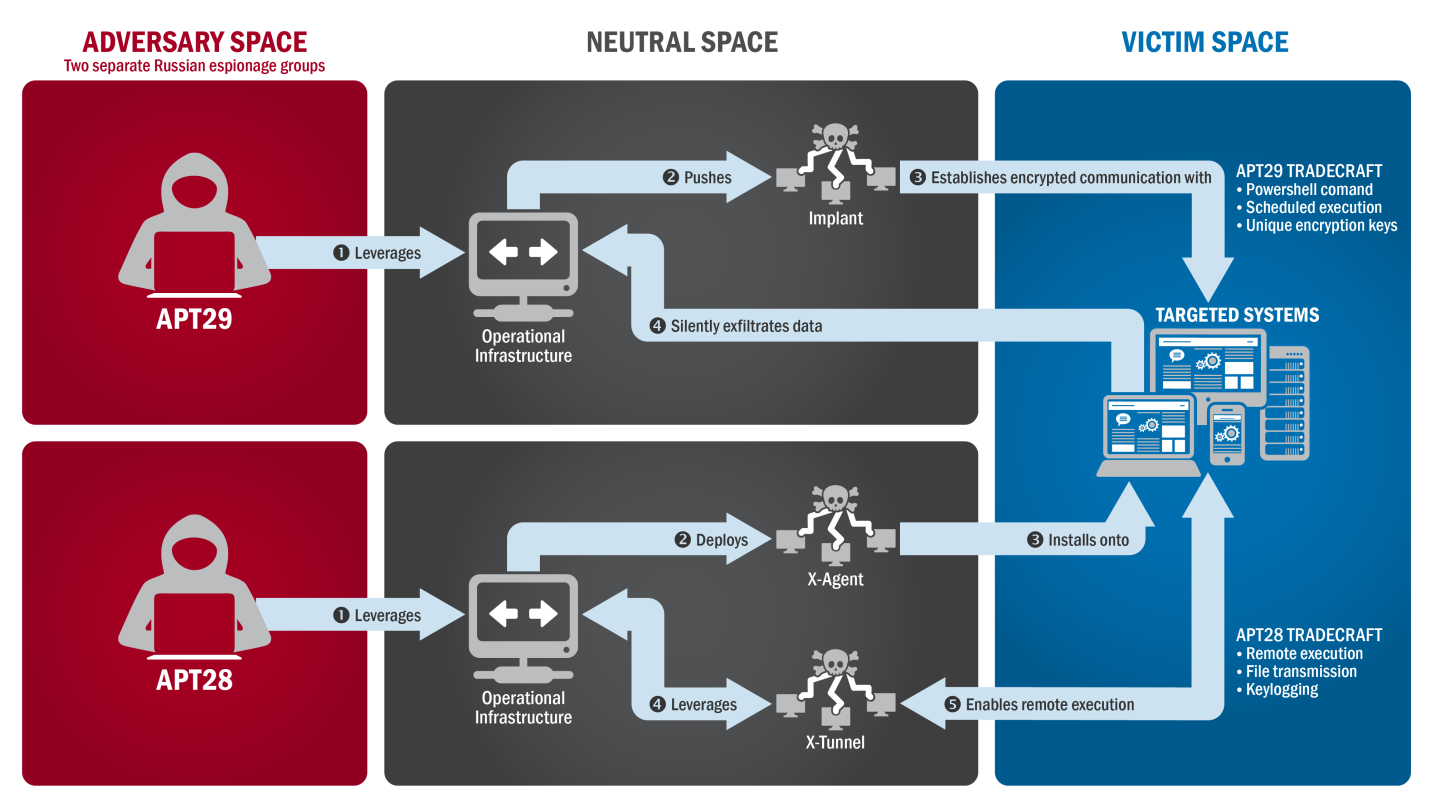
Diagramme du rapport de l'US-CERT : "Les tactiques et techniques utilisées par APT29 et APT 28 pour mener des cyber-intrusions contre les systèmes cibles"

Cozy Bear, aussi appelé APT29, Nobelium ou Midnight Blizzard, est un groupe de hackers qui pourrait être lié aux renseignements russes, notamment le FSB. Ce groupe cible des gouvernements, des partis politiques, des entreprises, des think tanks, etc.

## Principales attaques

### Comité national démocrate
Cozy Bear est notamment impliqué dans le piratage du Comité national démocrate en lien avec l'Ingérence russe dans l'élection présidentielle américaine de 2016. Cozy Bear était infiltré dans le parti démocrate depuis l'été 2015, en avril 2016 un autre groupe appelé Fancy Bear (probablement lié à une autre agence de renseignent russe) aurait piraté également le parti de manière indépendante.

### Vaccin contre la Covid-19
Cozy Bear est accusé par les autorités de renseignement canadiennes (CST), américaines (NSA) et britanniques (NCSC (en)) de tentatives de dérober des informations concernant le développement d’un vaccin contre la Covid-19,,.

### Attaque contre Hewlett Packard Enterprise
En mai 2023, les hackers du groupe APT29 sont parvenus à pénétrer les serveurs de courriers sur le cloud (Microsoft Office 365). L'attaque n'a été révélée par HPE que le 12 décembre 2023. On ne sait pas si l'attaque est liée à celle de Microsoft intervenue en novembre 2023.

### Attaque contre Microsoft
En novembre 2023, le groupe de hackers à réussi à s'emparer de serveurs de courriers de Microsoft, en utilisant notamment la pulvérisation de mots de passe, une méthode de type force brute. Ils se sont maintenus dans le système pendant plus d'un mois, l'attaque n'ayant été détectée que début janvier 2024. Les hackers se sont attaqués aux emails des dirigeants de Microsoft ainsi qu'à ceux de membres de l'équipe de sécurité. Le groupe, dénommé « Midnight Blizzard » par la firme américaine, a eu accès à des dépôts de code source et des systèmes internes de Microsoft.